# Морель, Жереми
Жереми́ Море́ль (фр. Jérémy Morel; 2 апреля 1984, Лорьян, Франция) — мадагаскарский и французский футболист, защитник сборной Мадагаскара.

## Карьера
19 апреля 2003 года Морель дебютировал за «Лорьян» в возрасте 19 лет, выйдя на замену. В том сезоне он сыграл лишь в одном матче, но постепенно играет более значительную роль в клубе. В сезоне 2005/06 сыграл в 28 матчей за «Лорьян».
19 июня 2011 года Морель перешёл в «Марсель», подписав контракт до 30 июня 2015 года, проведя до этого за родной «Лорьян» 9 сезонов.
26 октября 2018 года объявил о том, что примет участие в КАН-2019 в составе сборной Мадагаскара. Дебютировал за Мадагаскар 18 ноября 2018 года в матче квалификации Кубка африканских наций против Судана. 19 ноября 2019 года в матче квалификации Кубка африканских наций против сборной Нигера, забил свой первый гол за сборную.

## Достижения
- Обладатель Кубка Французской лиги: 2011/12